# Holsen
Holsen – wieś w zachodniej Norwegii, w okręgu Sogn og Fjordane, w gminie Førde. Miejscowość leży nad jeziorem Holsavatnet, przy ujściu rzeki Norddøla, przy drodze krajowej Nr 13. W pobliżu Holsen leżą miejscowości: Haukedalen, Nyddalen i Fletene. Od centrum administracyjnego gminy w Førde wieś dzieli odległość około 21 km. 
We wsi znajduje się kościół, który został wybudowany w 1861 roku.

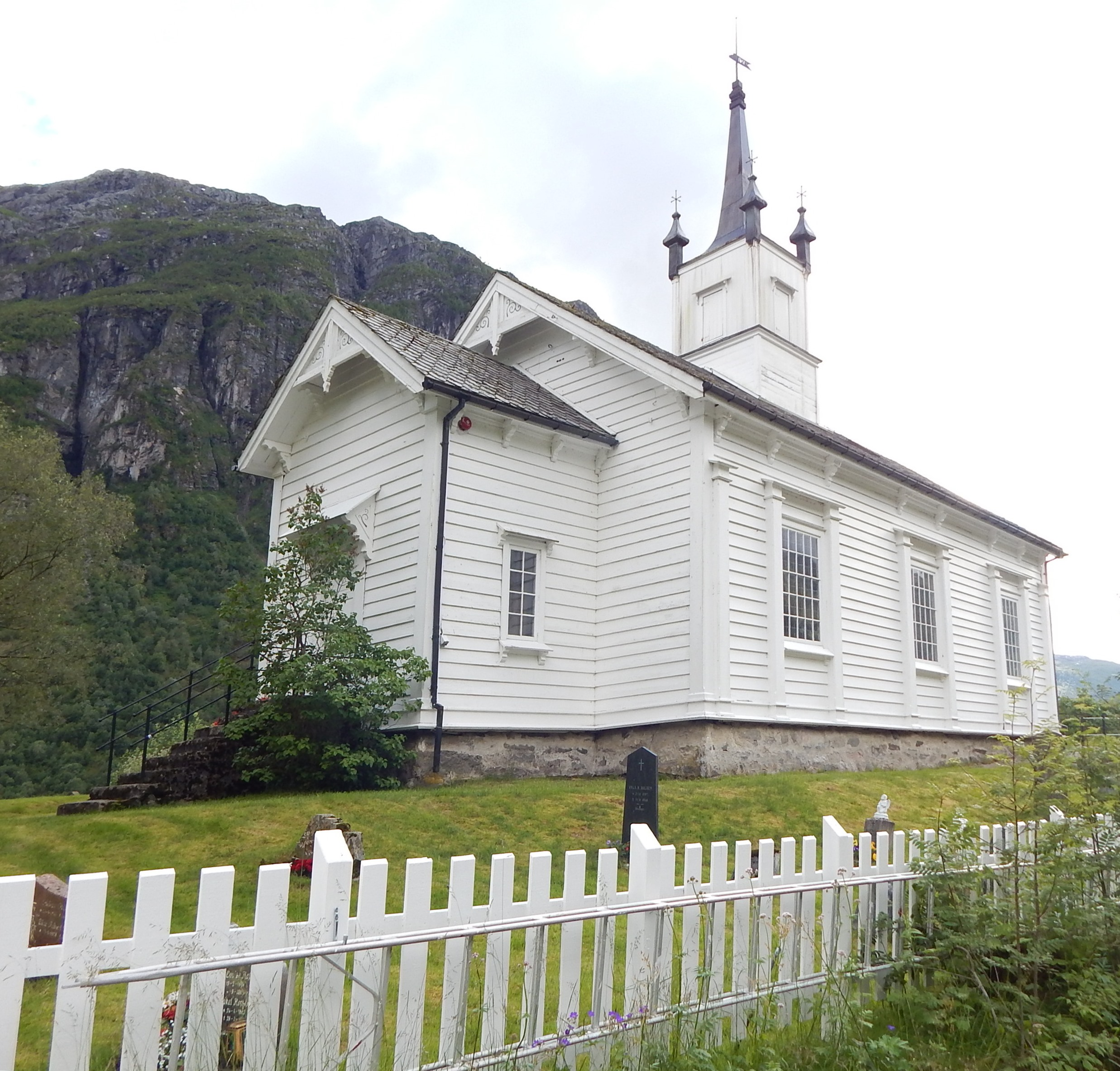
Holsen kościół